# Танканера (Пескара)
Танканера (итал. Tancanera) је насеље у Италији у округу Пескара, региону Абруцо.
Према процени из 2011. у насељу је живело 22 становника. Насеље се налази на надморској висини од 515 м.